# Épigraphe (architecture)
Pour les articles homonymes, voir Épigraphe.
En architecture, une épigraphe, gravée ou peinte sur un édifice, est une devise, une phrase sur la destination de celui-ci.
L'épigraphe peut mentionner le nom du maître d'œuvre, voire du maître d'ouvrage, et parfois de celui de l'entreprise de construction. Quand l'année de construction est mentionnée on parle de chronogramme, dans une des acceptations de ce terme.

## Épigraphes architecturales célèbres

### Paris
Le palais de Chaillot (aile Paris) : inscription de Paul Valéry, écrite en lettres d'or, sur le fronton du palais de Chaillot dont l'usage est d'héberger des musées.
Il dépend de celui qui passe

Que je sois tombe ou trésor

Que je parle ou me taise

Ceci ne tient qu'à toi

Ami n'entre pas sans désir
Le palais de Chaillot (aile Passy) : inscription de Paul Valéry, écrite en lettres d'or, sur le fronton du palais de Chaillot dont l'usage est d'héberger des musées.
Tout homme crée sans le savoir comme il respire

mais l'Artiste se sent créer

son acte engage tout son être

Sa peine bien aimée le fortifie
Le Panthéon : inscription présente sur le fronton de l'édifice.
Aux grands Hommes, la patrie reconnaissante

### Rouen
Le musée de Jeanne d'Arc : inscription, présente sur un des murs du musée consacré à Jeanne d'Arc situé sur la place du Vieux-Marché de Rouen, lieu de son bûcher. Ses cendres auraient été déversées dans la Seine. Cette inscription épitaphique est issue du discours d'André Malraux lu à l'occasion de la commémoration de l'anniversaire de la mort de Jeanne d'Arc, le 30 mai 1964.
Ô Jeanne, sans sépulcre et sans portrait,

Toi qui savais que le tombeau des héros est le cœur des vivants

### Rome
Identité du commanditaire du Panthéon gravée, en 27 av. J.-C., sur son fronton  : « M·AGRIPPA·LF·COS·TERTIUM·FECIT », ce qui signifie « Marcus Agrippa, fils de Lucius, Consul pour la troisième fois, le construisit. ».